# Adenanthos cacomorphus
- Wikispecies

Adenanthos cacomorphus, também conhecido como: A. cacomorphus, é um pequeno arbusto da família Proteaceae. Pode ser encontrada no sudoeste da Austrália.

## Descrição
Adenanthos cacomorphus o arbusto cresce com um inchaço na raiz, a espécie chega até um metro de altura. As folhas moles e peludas são mais ou menos em forma triangular com 3 a 5 (ocasionalmente até 7) lóbulos apicais. As únicas flores cor de rosa consistem de um rosa brilhante perianto de cerca de 2,5 cm de comprimento, e um estilo de até 3,5 cm de comprimento. Eles são vistos ao longo dos meses mais quentes a partir de novembro a março.
Assemelha-se a seu parente próximo A. cuneatus, mas tem folhas e uma flor cor diferente.

## Taxonomia
Espécimes botânicas desta espécie foram coletadas antes de 1969, mas a espécie não foi publicada até 1978, quando o botânico irlandês Ernest Charles Nelson emitiu uma revisão minuciosa de Adenanthos. Ele publicou esta espécie baseado em um tipo espécime coletado por Kenneth Newbey em Fitzgerald River National Park em 1974. Estudos de pólen antes da publicação da espécie haviam mostrado que alguns grãos de pólen foram "muito deformado", faltando a sua forma triangular de costume, e tendo mais do que os habituais três poros. Ele, portanto, escolheu o cacomorpha epíteto específico dos kakos antigos gregos ("feio"), e morphe ("forma").
Nelson seguiu George Bentham para dividir os Adenanthos em duas seções, colocando A. cacomorphus em A. seita. Adenanthos porque seu tubo perianto é reto e não inchado acima da média. Ele dividiu ainda mais a seção em duas subseções, com A. cacomorpha colocado em A. subsect. Adenanthos por razões incluindo o comprimento do seu perianto. No entanto, Nelson descartou suas próprias subseções em seu tratamento de Adenanthos em 1995 para a Série Flora da Austrália de monografias. Por esta altura, o ICBN tinha emitido uma decisão que todos os gêneros que terminam em -anthos devem ser tratados como tendo sexo masculino, de modo A. cacomorpha tornou A. cacomorphus.
A colocação de A. cacomorphus no arranjo de Nelson de Adenanthos podem ser resumidos como se segue: 
Adenanthos
A. sect. Eurylaema (4 espécies)
A. sect. Adenanthos
A. drummondii
A. dobagii
A. apiculatus
A. linearis
A. pungens (2 sub-espécies)
A. gracilipes
A. venosus
A. dobsonii
A. glabrescens (2 sub-espécies)
A. ellipticus
A. cuneatus
A. stictus
A. ileticos
A. forrestii
A. eyrei
A. cacomorphus
A. flavidiflorus
A. argyreus
A. macropodianus
A. terminalis
A. sericeus (2 sub-espécies)
A. × cunninghamii
A. oreophilus
A. cygnorum (2 sub-espécies)
A. meisneri
A. velutinus
A. filifolius
A. labillardierei
A. acanthophyllus
A. cacomorphus tem muitas características comuns ou intermediários entre duas espécies com as quais é co-ocorrer, A. cuneatus e A. flavidiflorus. Não são considerados os seus parentes mais próximos, e é possível que A. cacomorphus é um híbrido entre eles.

## Distribuição e habitat
É endêmica da Austrália, localizado principalmento na parte sul ocidental, restrita ao Fitzgerald River National Park e/ou arredores. Adenanthos cacomorphus é encontrado em Kwongan crescendo na areia ou em cascalhos arenosos.

## Conservação
É classificado como "Prioridade Dois" - pouco conhecida na Austrália Ocidental do "Department of Environment and Conservation's" "Declared Rare and Priority Flora List".  Ou seja, ele é um táxon que é conhecida a partir de algumas populações, pelo menos, alguns dos quais não acreditava estar sob alguma ameaça imediata.

## Cultivo
Não se sabe muito sobre o cultivo, como é relativamente rara, e não oferece vantagens sobre o semelhante e mais comum A. cuneata.

## Ligações Externas
- «Adenanthos cacomorphus». Flora of Australia. Department of the Environment and Heritage, Australian Government Online

- «Adenanthos cacomorphus E.C.Nelson». FloraBase (em inglês). Departamento de Ambiente e Conservação (florabase.dec.wa.gov.au) do Governo da Austrália Ocidental
- «Adenanthos cacomorphus E.C.Nelson». Australian Plant Name Index (APNI), IBIS database. Centre for Plant Biodiversity Research, Australian Government